# Талига
Талига е носещата част на вагона, на която са прихванати колоосите, посредством букси (жп лагери). От талигите зависят голяма част от основните характеристики на превозното средство, което ги използва като максимална скорост, товароносимост, ниво на вибрации, спирачна система и др.

## Талига на вагон
Талигите позволяват вагоните да бъдат проектирани с по-голяма дължина и товароносимост без това да ограничава скоростта.
При тежкотоварните вагони окачването на талигите е едностепенно, тъй като не се цели гладко возене, а голяма товароносимост. При тях ресорите са монтирани само на колоосните букси или само на централната греда, с която талигата е свързана към вагона.
При пътническите вагони и мотриси окачването на талигите е двустепенно и подобрено с виброгасителни маслени или пневматични ресори.
Първичното окачване се проектира по-твърдо от вторичното. Първичното окачване за всяка букса често е подсигурено с двойна пружина за безопасност при евентуална повреда на основната пружина.
Талигите винаги са проектирани за стандартно междурелсие в зависимост от тяхното приложение. Разстоянието между релсите по българския стандарт е 1435 mm, а по руския 1520 mm. При преминаване на границата към Русия се налага да се сменят талигите на всеки вагон.

## ППС
Друго значение на думата е някакъв вид превозно средство, теглено с животинска сила. С талига се обозначават и дървените конски каруци. Крайните коне от конския впряг се наричат логои. Два коня са главни, а другите два крайни се смятат за логои – помощни коне. При колесниците обикновено имало само по един логой.